# FMA I.Ae. 36 コンドル
FMA I.Ae. 36 コンドル
FMA I.Ae. 36の1/34縮尺の風洞実験模型
- 用途：旅客機
- 設計者：クルト・タンク
- 製造者：FMA（Fábrica Militar de Aviones）
- 生産数：0機

FMA I.Ae. 36 コンドル（FMA I.A. 36 Cóndor）は、1950年代にアルゼンチンで開発が進められた旅客機。計画は1958年に中止され、実機は完成しなかった。

## 概要
ナチスドイツで活躍した多くの元ドイツ人技術者達がアルゼンチンには移住しており、数々の航空機の開発に関与していた。1947年にアルゼンチンのジェット戦闘機開発のために雇用されたフォッケウルフ社の元技術部長の名設計者であるクルト・タンクが設計したジェット旅客機で1951年に開発に着手された。当時、ジェット旅客機はデ・ハビランド DH.106 コメットが就航して間もない時期で世界的に見てもジェット旅客機の開発開始として早い時期でダグラス DC-8の開発の着手よりも早い時期に開発に着手していた。

## 設計と開発
新しい国産ジェット旅客機開発計画のプロジェクト責任者に任命されるとタンクはロールス・ロイス ニーンIIエンジンを尾部に星型に5基配置する設計を選択した。後部胴体のおよそ1/3をエンジンが占め、このようなエンジン配置の航空機は空前絶後で現在に至るまで実現していない。当時はジェット旅客機の黎明期で高出力のエンジンの入手が困難で同様に彼が手掛けたFMA I.Ae. 33 プルキー IIに搭載されたエンジンを採用することで経験を活用する事を企図したと考えられる。より高出力のエンジンが入手できるようになった暁には換装を念頭に置いていたとされる。1/34縮尺の風洞実験用の模型が作成され、試験された。

## 背景
I.Ae. 36 コンドルの計画はペロン体制の政策と資金に密接に繋がっており、国威発揚の意味合いが強く、常に政治的な干渉に晒されていた。

## 計画中止
1953年の経済危機後のこの重大時期にアルゼンチンの財政は非常に疲弊し、さらに1955年1月にタンクの契約期間が切れ、追い打ちをかけるように1955年にリベルタドーラ革命により計画推進者のフアン・ペロンが大統領の職を追われ、後ろ盾を失い、1958年に計画は中止された。

## 仕様
- 乗員：3-4名
- 乗員：32-40名
- 全幅：34 m
- エンジン：ロールス・ロイス ニーンIIターボジェット 5基
- 最大速度：950 km/h
- 巡航高度：15,000 m (49,213 ft)
- 航続距離：5,000 km